# Sifonogamia

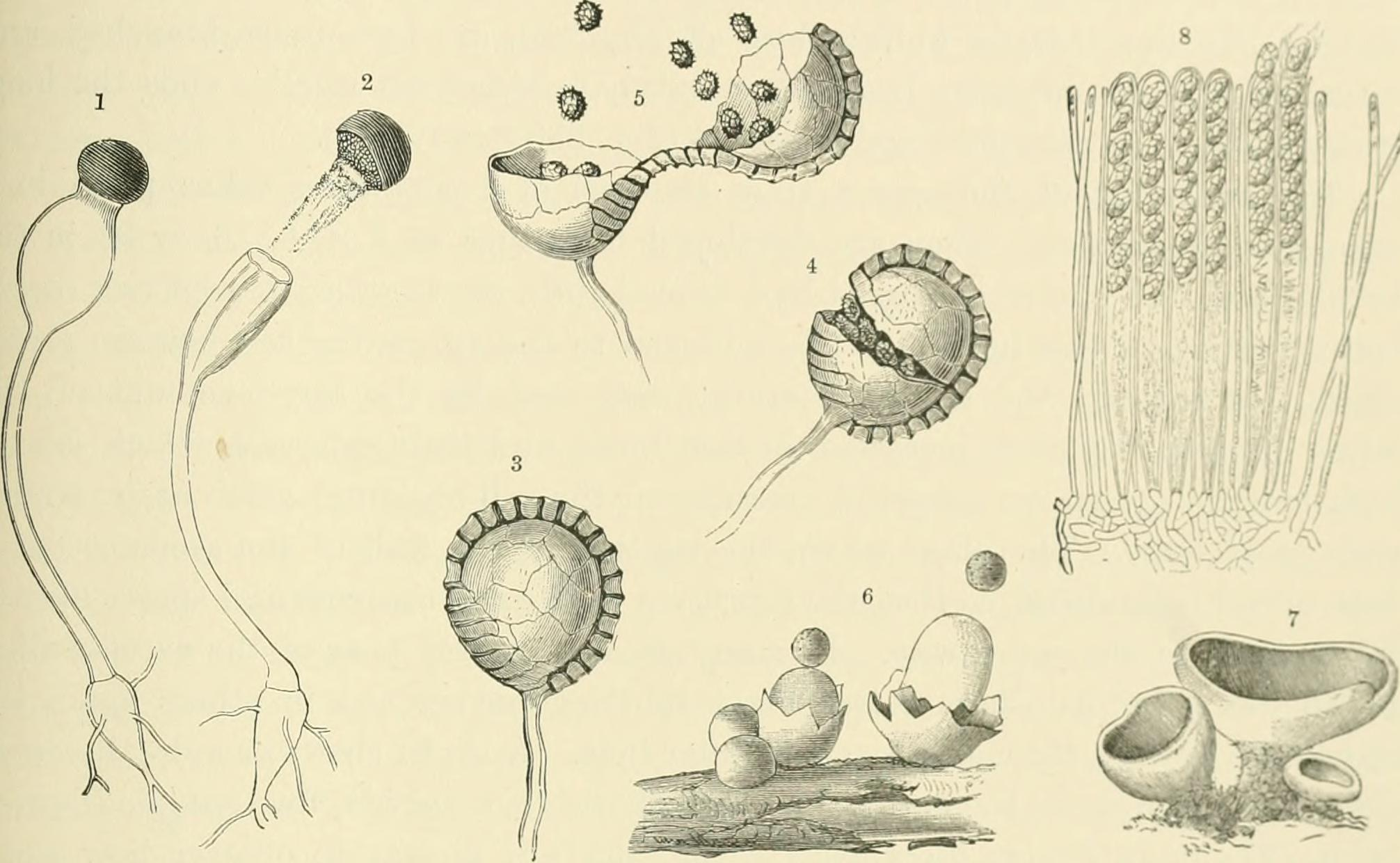
Esporas en reproducción de hongos y helechos.

La sifonogamia es un tipo de fecundación vegetal simple (en gimnospermas) o doble (en angiospermas) que implica la presencia de un tubo polínico a través del cual pasa el polen al saco embrionario. Representa un modo de adaptación al medio terrestre, ya que los gametos masculinos nunca son liberados al medio externo. Se da en las angiospermas y en la mayoría de las gimnospermas.

## Proceso de fecundación
Este tubo polínico lleva el gameto masculino hasta la ovocélula, aunque las gimnospermas más antiguas (como el Gyngko) presentan zoidiogamia. Tras esto el polen da lugar a dos espermatozoides, que nadan hasta fecundar la ovocélula. Es fecundación simple: el gameto masculino fecunda sólo al femenino formándose un zigoto 2n; el resto del tejido, con el endosperma o tejido nutritivo, es n. En angiospermas, en cambio, la fecundación es doble: otro gameto masculino fecunda al endosperma.